# Багатоверстатник
Багатоверста́тники — передові робітники соціалістичних підприємств, які, оволодівши технікою, обслуговують більшу кількість верстатів чи агрегатів, ніж визначено нормою, не знижуючи при цьому рівня використання виробничої потужності машин. 
Багатоверстатники з'явились на початку стахановського руху (1935). В Україні масовий рух багатоверстатників розгорнувся 1939 за ініціативою харківських машинобудівників і значно поширився у післявоєнні роки. 
Багатоверстатне обслуговування сприяє підвищенню продуктивності праці робітників, їх кваліфікації і заробітної плати.